# 梅竜高速道路陥没事故
梅竜高速道路陥没事故（ばいりゅうこうそくどうろかんぼつじこ）は、2024年5月1日2時10分頃（中国標準時）に広東省梅州市の梅竜高速道路（梅大高速道路）で発生した道路陥没事故である。

## 背景

### 道路
梅竜高速道路は梅州市の梅江区と大埔県を結ぶ高速道路である。事故が発生した区間は2014年12月31日に開業した第2期延伸区間であった。
2023年4月1日、大雨の影響で梅竜高速道路で土砂崩れが発生し、死傷者は無かったが同年5月9日24時まで両方向通行止めとなった。

### 天気
広東省は4月下旬から大雨に見舞われており、土砂崩れや家屋の浸水などが発生していた。事故の先週には広東省で大雨による鉄砲水が発生し、4人が死亡、11万人が避難していた。

## 被害
崩落した部分は全長17.9メートル、路面の面積は184.3平方メートルに及んだ。
新華社によると、5月2日午後までに48人の死亡が確認され、30人が負傷した。23台の車両が巻き込まれ、落下した一部の車両は泥の中に埋まり、炎上した車両もあった。

## 原因
事故原因は調査中だが、前月からの大雨の影響で現場付近の地盤が緩んでいた可能性が指摘されている。

## 救助活動
地元当局者によると、現場には577人の救助隊員と80台以上の救助車両・機器が派遣された。広東省党委員会書記の黄坤明は、人命救助を最優先に指示し、最近の集中豪雨で水分を大量に含んだ道路に対する潜在的な危険調査が必要だと強調した。
習近平党総書記は事故を受け、現場での救助活動や負傷者の治療、道路の復旧を全力で行うよう「重要指示」を出した。